# Municipio de Quincy (Kansas)
El municipio de Quincy (en inglés: Quincy Township) es un municipio ubicado en el condado de Greenwood en el estado estadounidense de Kansas. En el año 2010 tenía una población de 145 habitantes y una densidad poblacional de 0,93 personas por km².

## Geografía
El municipio de Quincy se encuentra ubicado en las coordenadas 37°51′7″N 96°2′59″O / 37.85194, -96.04972. Según la Oficina del Censo de los Estados Unidos, el municipio tiene una superficie total de 155.94 km², de la cual 155,63 km² corresponden a tierra firme y (0,2 %) 0,32 km² es agua.

## Demografía
Según el censo de 2010, había 145 personas residiendo en el municipio de Quincy. La densidad de población era de 0,93 hab./km². De los 145 habitantes, el municipio de Quincy estaba compuesto por el 97,24 % blancos, el 2,76 % eran amerindios. Del total de la población el 0 % eran hispanos o latinos de cualquier raza.